# Refus d'obtempérer
En droit pénal, le refus d'obtempérer est une infraction pénale qui consiste de manière générale à refuser d'obéir à un ordre donné par un fonctionnaire ou agent chargé de constater les infractions. La nature de l'ordre et plus généralement l’élément matériel de l’infraction peuvent varier selon les législations nationales.

## Droit par pays

### Canada
En droit pénal canadien, omettre ou refuser d'obtempérer à une demande d'un agent de la paix de procéder à la vérification de la présence d’alcool ou de drogue (art. 320.27 du Code criminel) ou au prélèvement d’échantillons d’haleine ou de sang (art. 320.28 C.cr.) est une infraction d'après l'art. 320.15 C.cr., : 

« 320.15 (1) Commet une infraction quiconque, sans excuse raisonnable, sachant que l’ordre a été donné, omet ou refuse d’obtempérer à un ordre donné en vertu des articles 320.27 ou 320.28. »

### États-Unis
Aux États-Unis, le refus d'obtempérer est généralement un délit. Par exemple, en Virginie, c'est un délit de refuser d'aider un agent de la paix à répondre à une violation de la paix ou dans l'exécution de ses fonctions officielles dans une affaire pénale. À Washington, DC, cette infraction est principalement utilisée dans le but de s'assurer que les agents chargés de diriger la circulation ont le pouvoir de diriger les automobilistes et les piétons de manière appropriée et en toute sécurité.

### France
En droit français, le refus d'obtempérer est un délit prévu et réprimé par l'article L. 233-1 du code de la route : « Le fait pour tout conducteur d'omettre d'obtempérer à une sommation de s'arrêter émanant d'un fonctionnaire ou agent chargé de constater les infractions et muni des insignes extérieurs et apparents de sa qualité est puni d'un an d'emprisonnement et de 7 500 euros d'amende ».
Avec la réforme du Code de la sécurité intérieure, votée en 2017 sous la présidence de François Hollande, le refus d’obtempérer connaît une nouvelle portée avec l'article L. 435-1 (« Loi Cazeneuve ») qui facilite l'usage des armes. Elle introduit la possibilité pour les policiers de faire l'usage de leurs armes notamment « lorsqu'ils ne peuvent immobiliser, autrement que par l'usage des armes, des véhicules, embarcations ou autres moyens de transport, dont les conducteurs n'obtempèrent pas à l'ordre d'arrêt et dont les occupants sont susceptibles de perpétrer, dans leur fuite, des atteintes à leur vie ou à leur intégrité physique ou à celles d'autrui ».
En 2022, le ministre de l'Intérieur Gérald Darmanin indique qu’il y avait un refus d’obtempérer « toutes les 20 minutes » en zone police ou gendarmerie. En 2022, treize personnes ont été tuées par la police dans ce type de circonstances. Pour plusieurs de ces décès, la thèse de la légitime défense des policiers se révèle dans les faits fragile, et certaines victimes ont ainsi été tuées dans le dos ou sans qu'elles ne représentent de danger. En 2023, la loi est sous le feu des critiques après la mort de Nahel Merzouk.